# Metacatharsius omoensis
Metacatharsius omoensis là một loài bọ cánh cứng trong họ Bọ hung (Scarabaeidae).